# Vietteania bazyae
Vietteania bazyae är en fjärilsart som beskrevs av Heinrich Benno Möschler 1884. Vietteania bazyae ingår i släktet Vietteania och familjen nattflyn. Inga underarter finns listade i Catalogue of Life.